# 山崎雄介 (俳優)
山崎 雄介（やまざき ゆうすけ、1983年9月17日 - ）は、日本の俳優。京都府京都市北区出身。B型。乙女座。身長180cm。体重65kg。足のサイズ27cm。オフィスマトバ所属。以前はトップコート、虚構の劇団に所属していた。
2005年2月に蜷川幸雄演出の舞台「幻に心もそぞろ狂おしのわれら将門」でデビューする。
2014年に三上陽永とトライヲンズ結成。

## 出演作

### テレビドラマ
- 恋におちたら〜僕の成功の秘密〜（2005年、フジテレビ）
- いま、会いにゆきます（2005年、TBS）
- あいのうた（2005年、日本テレビ）
- ザ・ヒットパレード〜芸能界を変えた男・渡辺晋物語〜（2006年、フジテレビ）
- 功名が辻（2006年、NHK）
- 僕と彼女の間の北緯38度線（2007年、関西テレビ） - 主演 伊藤あつし 役
- 腐女子デカ（2008年、テレビ朝日） - 第1話ゲスト・大野 役
- 24時間テレビ 愛は地球を救う32 ドラマ「にぃにのことを忘れないで」（2009年、日本テレビ）
- NHK大河ドラマ 「龍馬伝」（2010年、NHK）
- 私が初めて創ったドラマ 「僕が好きだった君に」（2011年2月25日、NHK高松） - 主演・仲村涼介 役

### バラエティ
- エコラボ〜もったいない博士の異常な愛情（レギュラー）

### 映画
- ラブ★コン（2006年、石川北二監督） - 中尾平吉役
- 20世紀少年 最終章(2009年、堤幸彦監督） - 氷の女王一派 役

### 舞台
- 2005年
  - 幻に心もそぞろ狂おしのわれら将門（2005年2月、蜷川幸雄演出、シアターコクーン）
- 2006年
  - スラブ・ボーイズ（2006年5月、千葉哲也演出、ベニサンピット） - 主演 フィル・マッキャン 役※第14回読売演劇大賞 作品賞・演出家賞受賞作品
  - 魔界転生（2006年9月、G2演出、新橋演舞場） - 小屋小三郎 役　
  - 黒蜥蜴（2006年11月、デヴィット・ルヴォー/門井均演出、ベニサンピット） - 雨宮潤一 役
- 2007年
  - 何日君再来（2007年5月、岡村俊一演出、日生劇場 ほか）
  - switch（2007年9月、西田大輔演出、ディファ有明） - 威武雅実 役
- 2008年
  - BOYS LOVE stage（2008年4月、宮城陽亮演出、池袋シアターグリーンBIG TREE） - 鹿瀬瑠夏 役
  - DECADANCE（2008年8月、西田大輔演出、スペース・ゼロ） - ラッセル 役
  - 広い世界のほとりに（2008年11月、ベニサンピット） - アレックス・ホームズ 役※第16回読売演劇大賞 演出家賞受賞作品
- 2009年
  - LAST Garden（2009年1月、佐藤信也演出、渋谷Gallery LE DECO） - 主演 八津峪宗佑 役　
  - 僕たちの好きだった革命（2009年5月、池袋芸術劇場中ホール） - 福田仁史 役

### 虚構の劇団
- 2007年
  - 旗揚げ準備公演「監視カメラが忘れたアリア」（2007年12月、鴻上尚史作・演出、中野ザ・ポケット）
- 2008年
  - 一人芝居プロジェクト08（2008年2月、9人の劇団員各々作・演出・出演、雑遊）
  - 旗揚げ公演「グローブジャングル」（2008年5月、鴻上尚史作・演出、池袋シアターグリーンBIG TREE）
  - 第二回公演「リアリティ　ショウ」（2008年12月、鴻上尚史作・演出、紀伊国屋ホール）
- 2009年
  - 第三回公演「ハッシャ・バイ」（2009年8月、鴻上尚史作・演出、座・高円寺1）
- 2011年
  - 第六回公演「アンダー・ザ・ロウズ」（2011年4月、鴻上尚史作・演出、座・高円寺1）

### ラジオドラマ
- FMシアター「海を渡る日」（2012年9月29日、NHK高松放送局制作 / NHK-FM）

### CM
- TOKAI　ADSL
- 関門会　玄品ふぐ
- 白泉社　月刊LaLa

### その他
- CXDVD　ザ・プロローグぬくみ〜ず7「サムライ・ラブ」
- 携帯電話ドラマ 恋する血液型